# Ron Howard (giocatore di football americano)
Ronald Ford Howard (Oakland, 3 marzo 1951) è un ex giocatore di football americano statunitense che ha giocato nel ruolo di tight end per sei stagioni nella National Football League (NFL). Fu scelto nel corso del Draft NFL 1974 dai Dallas Cowboys. Al college ha giocato a football all'Università di Seattle.

## Carriera professionistica
Dopo essersi diplomato nel 1970, Howard divenne una stella della pallacanestro alla Seattle University. Anche se la Seattle University non possedeva una squadra di football, Howard fu scelto dai Dallas Cowboys della NFL, i quali avevano puntato gli occhi su di lui sin dalla sua seconda stagione alla Seattle U. Malgrado le difficoltà iniziali, Howard giocò nei Cowboys nel ruolo di tight end con cui trascorse due stagioni. Firmato come free agent dalla neonata franchigia dei Seattle Seahawks, trascorse con essi tre stagioni prima di essere fermato dagli infortuni, malgrado un ultimo tentativo nel football professionistico nel 1979 con i Buffalo Bills con cui disputò una sola partita.
Il record di franchigia di Seattle stabilito da Howard per numero di ricezioni messe a segno da un tight end resistette per quasi trent'anni prima di essere superato.

## Palmarès
- National Football Conference Championship: 1

Dallas Cowboys: 1975

## Statistiche
| Partite totali         | 65  |
| Yard su ricezione      | 850 |
| Touchdown su ricezione | 2   |